# Potos Argiro (doméstico das escolas)
Potos Argiro (em grego: Πόθος Ἀργυρός; romaniz.: Pothos Argyros; fl. 910 - após 958) foi um general bizantino da primeira metade do século X, ativo durante o reinado dos imperadores Leão VI, o Sábio (r. 886–912), Constantino VII Porfirogênito (r. 913–959) e Romano I Lecapeno (r. 920–944). Filho do oficial Eustácio Argiro e irmão de Leão Argiro, serviu uma carreira militar como seus parentes. Inicialmente um manglabita sob Leão VI, tornar-se-ia ca. 921 doméstico das escolas sob Romano I e participaria na desastrosa batalha de Pegas de 922. Desaparece algumas décadas das fontes, até reaparecer em 958, quando derrotou os magiares em batalha.

## Biografia

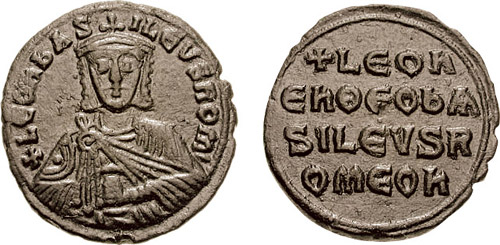
Fólis de r.

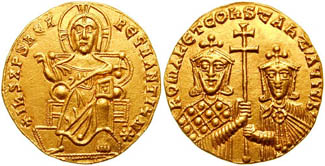
Soldo de r. e r.

Potos era filho do magistro Eustácio Argiro, que servira como drungário da guarda sob Leão VI, o Sábio (r. 886–912). Em ca. 910, Potos e seu irmão Leão Argiro serviram sob Leão VI como manglabitas (guarda-costas pessoais), quando o pai deles foi envenenado após cair na suspeita de Leão. Os dois irmãos levaram o corpo do pai para o Mosteiro de Santa Isabel no Tema de Carsiano.
Tanto Potos como Leão seguiram carreira militar. Em cerca de 921, Potos foi nomeado para a posição de doméstico das escolas por Romano I Lecapeno (r. 920–944) e enviado para supervisionar a fronteira com a Bulgária. Potos participou na desastrosa batalha de Pegas em março de 922, mas sobreviveu. Ele é atestado novamente em 958, mantendo o posto de patrício e o posto de doméstico dos excubitores, quando derrotou os magiares em batalha.
Enquanto alguns estudiosos consideram que o filho de Eustácio seja o indivíduo citado em 958, os prosopografistas  J.-C. Cheynet e J.-F. Vannier consideram a associação improvável, considerando que por 921, o irmão de Potos era velho o bastante para ter um filho em idade de casamento, e sugerem que o comandante de 958 era outro membro da família, provavelmente o neto de Leão ou Potos.